# Очистити територію
Очистити територію (англ. Away All Boats) — американський фільм 1956 року режисера Джозефа Півні.

## Сюжет
Кінець 1943 року, війна з японцями в Тихому океані триває. На щойно відремонтований військовий транспортний корабель «Белінда» прибуває новий екіпаж. Але більшість офіцерів команди не має досвіду бойових дій та плавання в далеких походах. Однак у капітана Джебедаї Гоукса в команді є офіцер, який колись був капітаном торгового судна, щоб стати військовим моряком він пожертвував для цього своїм званням. Саме на нього Гоукс покладає всю надію в найнебезпечніші моменти боїв.

## У ролях
| Актор            | Роль                     |
| ---------------- | ------------------------ |
| Джефф Чандлер    | капітан Джебедая Гоукс   |
| Джордж Нейдер    | лейтенант Дейв Макдугалл |
| Лекс Баркер      | командер Квіглі          |
| Джулі Адамс      | Надін Макдугалл          |
| Кіт Ендес        | доктор Белл              |
| Річард Бун       | лейтенант Фрейзер        |
| Вільям Рейнольдс | прапорщик Крюгер         |
| Чарльз Макгроу   | лейтенант Майк О'Беннйон |
| Джок Магоні      | Елвік                    |
| Джон Макінтайр   | старий                   |
| Клінт Іствуд     | санітар                  |
| Мікі Кун         | матрос                   |